# IC 4353
IC 4353 је појединачна звијезда у сазвјежђу Ловачки пси која се налази на листи објеката дубоког неба у Индекс каталогу.
Деклинација објекта је + 37° 44' 25" а ректасцензија 13h 56m 56,9s.